# Лопес, Альюска
Альюска Янира Лопес Педросо (исп. Aliuska Yanira López Pedroso; род. 29 августа 1969, Гавана) — кубинская и испанская легкоатлетка, специалистка по барьерному бегу и спринту. Выступала за сборные Кубы и Испании по лёгкой атлетике в 1985—2007 годах, чемпионка мира в помещении, двукратная победительница Кубка мира, обладательница серебряной медали Игр доброй воли, трёхкратная чемпионка Панамериканских игр, четырёхкратная чемпионка Игр Центральной Америки и Карибского бассейна, действующая рекордсменка Кубы в эстафете 4 × 100 метров, участница четырёх летних Олимпийских игр.

## Биография
Альюска Лопес родилась 29 августа 1969 года в муниципалитете Гавана-дель-Эсте. Приходится двоюродной сестрой известному кубинскому прыгуну в длину Ивану Педросо.
Представляла Кубу на различных международных соревнованиях начиная с 1985 года.
В 1986 году на юношеском первенстве Центральной Америки и Карибского бассейна в Мехико выиграла бронзовую и золотую медали в беге на 200 метров и беге на 100 метров с барьерами соответственно. В 100-метровом барьерном беге стала серебряной призёркой на юниорском панамериканском первенстве в Уинтер-Парке и на юниорском мировом первенстве в Афинах.
В 1987 году финишировала седьмой на впервые проводившемся чемпионате мира в помещении в Индианаполисе, получила серебро на Всемирной Универсиаде в Загребе, завоевала бронзовую и серебряную награду на Панамериканских играх в Индианаполисе — в беге на 100 метров с барьерами и в эстафете 4 × 100 метров. В тех же дисциплинах стартовала на чемпионате мира в Риме.
На юниорском мировом первенстве 1988 года в Садбери одержала победу в 100-метровом барьерном беге, была второй в эстафете 4 × 100 метров.
В 1989 году бежала 60 метров с барьерами на чемпионате мира в помещении в Будапеште. На чемпионате Центральной Америки и Карибского бассейна в Сан-Хуане выиграла серебряную и золотую медали в беге на 100 метров с барьерами и в эстафете 4 × 100 метров. В тех же дисциплинах стала четвёртой и пятой и на Всемирной Универсиаде в Дуйсбурге.
В 1990 году заняла пятое и четвёртое места на Играх доброй воли в Сиэтле, выиграла обе дисциплины на Играх Центральной Америки и Карибского бассейна в Мехико.
В 1991 году в 60-метровом барьерном беге взяла бронзу на чемпионате мира в помещении в Севилье. В 100-метровом барьерном беге победила на домашних Панамериканских играх в Гаване, была седьмой на чемпионате мира в Токио.
В 1992 году отметилась победой на иберо-американском чемпионате в Севилье. Благодаря череде успешных выступлений удостоилась права защищать честь страны на летних Олимпийских играх в Барселоне — в программе бега на 100 метров с барьерами финишировала в финале шестой, тогда как в эстафете 4 × 100 метров их команда не финишировала. Также в этом сезоне участвовала в домашнем Кубке мира в Гаване, одержала победу в барьерах и стала четвёртой в эстафете.
В 1993 году заняла пятое место в беге на 60 метров с барьерами на чемпионате мира в помещении в Торонто. В беге на 100 метров с барьерами и в эстафете 4 × 100 метров показала четвёртый и пятый результаты на чемпионате мира в Штутгарте (результат в эстафете 42,89 до настоящего времени остаётся национальным рекордом Кубы). На Играх Центральной Америки и Карибского бассейна в Понсе одержала победу в обеих дисциплинах.
В 1994 году выиграла две серебряные медали на Играх доброй воли в Санкт-Петербурге, отметилась победой на Кубке мира в Лондоне.
В 1995 году с личным рекордом 7,91 выиграла бег на 60 метров с барьерами на чемпионате мира в помещении в Барселоне. Также была лучшей в беге на 100 метров с барьерами и получила серебро в эстафете 4 × 100 метров на Панамериканских играх в Мар-дель-Плате. Участвовала в чемпионате мира в Гётеборге.
На Олимпийских играх 1996 года в Атланте с личным рекордом 12,67 дошла до полуфинала в барьерном беге на 100 метров, в то время как в эстафете 4 × 100 метров не смогла преодолеть предварительный квалификационный этап.
В 1997 году бежала 60 метров с барьерами на чемпионате мира в помещении в Париже, выиграла 100 метров с барьерами на чемпионате Центральной Америки и Карибского бассейна в Сан-Хуане, выступила на чемпионате мира в Афинах.
В 1999 году превзошла всех соперниц на Панамериканских играх в Виннипеге, дошла до полуфинала на чемпионате мира в Севилье.
В 2000 году представляла Кубу на Олимпийских играх в Сиднее, в финале барьерного бега на 100 метров финишировала пятой.
Впоследствии Лопес переехала на постоянное жительство в Испанию, в июле 2003 года получила испанское гражданство и стала выступать за испанскую национальную сборную.
Так, в 2004 году в составе испанской команды она выступила на чемпионате мира в помещении в Будапеште, одержала победу на иберо-американском чемпионате в Уэльве. Представляла Испанию и на Олимпийских играх в Афинах, но здесь в барьерном беге на 100 метров не смогла преодолеть предварительный квалификационный этап.
В 2005 году дошла до полуфинала на чемпионате Европы в помещении в Мадриде, стала пятой на Средиземноморских играх в Альмерии.
В 2006 году в беге на 100 метров с барьерами соревновалась на чемпионате Европы в Гётеборге.
Завершила спортивную карьеру по окончании сезона 2007 года.